# Jens-Peter Herold

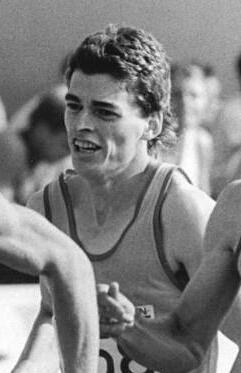
Herold bei den DDR-Meisterschaften 1987

Jens-Peter Herold (* 2. Juni 1965 in Neuruppin) ist ein ehemaliger deutscher Leichtathlet, der bei den Olympischen Spielen 1988 in Seoul für die DDR die Bronzemedaille im 1500-Meter-Lauf gewann, wofür er mit dem Vaterländischen Verdienstorden in Bronze ausgezeichnet wurde.

## Werdegang
Jens-Peter Herold startete für den ASK Vorwärts Potsdam (Trainer: Bernd Dießner), nach dem Ende der DDR für den SC Neubrandenburg und für den SC Charlottenburg. Er hatte bei einer Größe von 1,76 m ein Wettkampfgewicht von 64 kg.
Jens-Peter Herold lebt seit Ende seiner Sportlerlaufbahn in Neuruppin und ist als Übungsleiter tätig.

## Weitere Erfolge im 1500-Meter-Lauf
- 1987 Zweiter bei den Halleneuropameisterschaften in Lievin, Sechster bei den Weltmeisterschaften in Rom
- 1990 Halleneuropameister in Glasgow, Europameister in Split
- 1991 Vierter bei den Weltmeisterschaften in Tokio
- 1992 Teilnehmer der Olympischen Spiele in Barcelona: sechster Platz im 1500-Meter-Lauf

## Besonderheit
Herold vergab bei den Weltmeisterschaften 1991 in Tokio eine bessere Platzierung im 1500-Meter-Lauf, als er wenige Meter vor dem Ziel im Gefühl einer sicheren Bronzemedaille jubelnd abbremste und noch von seinem Teamkameraden Hauke Fuhlbrügge überholt wurde.